# Trombolys
Trombolys är en metod att med läkemedel lösa upp en blodpropp som täpper till ett blodkärl. Behandlingen medför risker, framförallt i form av blödningar eftersom kroppens koagulationsförmåga påverkas. Exempel på användningsområden är stroke och lungemboli, men trombolys kan också användas vid blodpropp i artärer i armar och ben. Det var tidigare en mycket viktig behandling av akut hjärtinfarkt, men har där i stort sett ersatts av angiografi med ballongvidgning. Läkemedlet som används vid trombolys heter Actilyse och är ett selektivt trombolytiskt medel. Den aktiva substansen heter Alteplas, och fungerar som aktivator av det kroppsegna enzymet plasmin.

## Trombolys vid stroke
Trombolys bör ges så tidigt som möjligt, och inte mer än 4,5 timmar efter symtomdebut - om trombolys ges senare ökar risken för blödning och nyttan av behandlingen minskar. Innan man kan ge trombolys måste man utesluta hjärnblödning, vilket görs med datortomografi. Man kan inte heller ge trombolys om det finns stor risk för blödning någon annanstans i kroppen, till exempel om man är nyopererad, har magsår eller cancer eller om blodprover tyder på ökad blödningsrisk. Om blodtrycket är högre än 185/110 försöker man sänka det innan trombolys ges.  
Behandlingen ges som infusion under 60 minuter. Under trombolys och flera timmar efteråt krävs tät observation, för att snabbt kunna upptäcka tecken på hjärnblödning.  
Om trombolys inte kan göras på grund av ökad blödningsrisk kan man ibland istället ta ut blodproppen genom angiografi med trombektomi. Detta är en ny metod som ännu bara finns på universitetssjukhus.